# College Basketball Invitational
Il College Basketball Invitational, anche noto come CBI è un torneo di pallacanestro statunitense a livello di college. Fondato dall'azienda di marketing The Gazelle Group, si disputò la prima volta nel 2008. Il torneo raccoglie le squadre di NCAA Division I non qualificate alla postseason e non invitate al NIT.
Il torneo è strutturato su tre turni a eliminazione diretta più la finale che fino all'edizione del 2019 si svolgeva in una serie al meglio delle tre. A causa della Pandemia di COVID-19 l'edizione del 2020 non si è svolta e, dall'anno successivo, si è deciso di organizzare il torneo all'Ocean Center di Daytona Beach, invece che nelle sedi delle università partecipanti.

## Albo d'oro
| Anno | Campione                                         | MVP                                              |
| ---- | ------------------------------------------------ | ------------------------------------------------ |
| 2008 | Tulsa G. Hurricane                               | Jerome Jordan                                    |
| 2009 | Oregon St. Beavers                               | Roeland Schaftenaar                              |
| 2010 | VCU Rams                                         | Joey Rodriguez                                   |
| 2011 | Oregon Ducks                                     | Joevan Catron                                    |
| 2012 | Pittsburgh Panthers                              | Lamar Patterson                                  |
| 2013 | S. Clara Broncos                                 | Kevin Foster                                     |
| 2014 | Siena Saints                                     | Brett Bisping                                    |
| 2015 | Loyola Ramblers                                  | Earl Peterson                                    |
| 2016 | Nevada Wolf Pack                                 | Tyron Criswell                                   |
| 2017 | Wyoming Cowboys                                  | Justin James                                     |
| 2018 | UNT Mean Green                                   | Roosevelt Smart                                  |
| 2019 | South Florida Bulls                              | David Collins                                    |
| 2020 | Non disputato a causa della Pandemia di COVID-19 | Non disputato a causa della Pandemia di COVID-19 |
| 2021 | Pepperdine Waves                                 | Kessler Edwards                                  |
| 2022 | UNCW Seahawks                                    | Jaylen Sims                                      |
| 2023 | Charlotte 49ers                                  | Brice Williams                                   |
| 2024 | Seattle Redhawks                                 | Cameron Tyler                                    |
| 2025 | Illinois St. Redbirds                            | Chase Walker                                     |